# Stefan Raile
Stefan Raile (Vaskút, Magyarország, 1937. november 6. – Jéna, 2020. március 1.) Szászországban Stefan Schoblocher néven élő német író.

## Élete
Szüleivel együtt telepítették ki Magyarországról Görlitzbe 1947-ben. Lipcsében végzett irodalomtanárként, 1978 óta Jénában él, szabadúszó író.
2002-ben türingiai irodalmi díjjal (Kunstpreis Literaturdes BdV Thüringens) tüntették ki.

## Művei
- Die Melone im Brunnen. Mitteldeutscher Verlag, 2004
- Die gehenkten Puppen. Scheffler Verlag Herdecke, 2001
- Kleine europäische Geschichten. Weimar, 1999
- Ungarische Geschichten. Weimar, 1998
- Kindheitserinnerungen. Satzart Plauen, 1998
- Wendezeiten. Bucha, 1997
- Montezumas Tod. Weimar, 1995
- Xopil, Kämpfer für den König. Stuttgart, 1995
- Kinder, Kater und Co. Rowohlt, 1992
- Rückkehr nach S. Militärverlag, 1978
- Semester für Jürgen. Mitteldeutscher Verlag, 1977
- Dachträume (Erzählungen) Budapest, 1996
- Tűzkeresztség (Toronyi Attila ford.) In: Barátság, 1997/3. pp. 1784-1785
- Damals in Waschkut [1-7] In: Neue Zeitung, 1994/10-16, p. 4
- Laus im Pelz In: Ungarndeutsches Wochenblatt 2000/4
- Annas Puppe In: Ungarndeutsches Wochenblatt 2000/4